# Maximilian Mechler
Maximilian Mechler (* 3. Januar 1984 in Isny im Allgäu) ist ein ehemaliger deutscher Skispringer und heutiger Skisprungtrainer. Mechler war Sportsoldat der Bundeswehr und Mitglied des WSV Isny. Sein größter Erfolg ist der Silbermedaillengewinn mit der deutschen Mannschaft bei der Skiflug-Weltmeisterschaft 2012 in Vikersund.

## Sportlerkarriere
Mechler trat zum ersten Mal am 1. Januar 2000 in Garmisch-Partenkirchen bei der Vierschanzentournee auf internationaler Ebene auf. Bei der Juniorenweltmeisterschaft 2001 in Karpacz-Szklarska sprang er mit dem Team auf den dritten Platz und 17. im Einzelwettbewerb. Im gleichen Jahr wurde er beim Europäischen Olympischen Winter-Jugendfestival in Vuokatti Zweiter auf der Normalschanze. Bei den Junioren-Weltmeisterschaften 2002 in Schonach im Schwarzwald wurde er Zehnter im Einzelspringen. Sein bestes Weltcup-Einzelergebnis holte er beim Weltcupspringen in Trondheim 2003 mit Platz drei. Im Sommer 2003 konnte er in Innsbruck seinen einzigen Grand-Prix gewinnen. Mechler holte in der Vierschanzentournee 2003/04 mit Platz 11 sein bestes Gesamtergebnis. Mit dem Team gewann er beim Weltcupspringen in Willingen 2005 den ersten Platz. Danach verschlechterte sich seine Leistung jedoch über mehrere Jahre, weswegen Mechler nur noch selten im Weltcup startete. In den Saisons 2005/06 und 2006/2007 gelang ihm jedoch bei mehreren Springen noch die Qualifikation. In der Saison 2007/08 war Mechler bei keinem Weltcup mehr am Start und startete sogar erstmals im FIS Cup. In der Saison 2008/09 wurde er zum Auftakt der Vierschanzentournee in Oberstdorf wieder über die nationale Gruppe für den Weltcup nominiert und schied in der Qualifikation als 51. knapp aus. Auch in Garmisch-Partenkirchen konnte Mechler sich als 54. nicht für das Springen qualifizieren. In Sapporo holte er erstmals seit der Saison 2004/05 wieder Weltcuppunkte und belegte Platz 23. Mit diesen acht Punkten belegte Mechler am Ende den 75. Platz der Gesamtwertung. In Notodden gewann er Ende 2009 einen FIS Cup. In dieser Saison konnte er erneut mehrfach Punkten und wurde erneut mit acht Punkten in der Gesamtwertung 74. Nach schwachem Start in den Sommer 2010, als Mechler im Continental Cup den 2. Durchgang einmal nicht erreichte und im japanischen Hakuba bei 43 und 37 Springern nur die Plätze 41 und 32 belegte, erzielte er in Liberec als Zehnter und in Klingenthal als Sechster seine besten Ergebnisse seit Jahren. Auch im nächsten Winter erzielte er mehrmals Weltcuppunkte. Mechler gewann insgesamt sechs Continental-Cup-Springen, davon drei in der Saison 2010/11.
Nach der Saison 2012/2013, die Mechler als 43. der Weltcup-Gesamtwertung beendete, entschied sich der Deutsche Skiverband in seiner Kadereinteilung dazu, ihn aus den klassischen Trainingsgruppen außen vor zu lassen, sodass er sich individuell am Stützpunkt Hinterzarten auf die Saison vorbereiten muss. Anfang Mai 2014 wurde bekannt, dass Mechler seine Karriere nach einer enttäuschenden Saison 2013/2014 beendet.

## Trainerkarriere
Zur Saison 2020/21 wurde Mechler beim DSV Trainer der Lehrgangsgruppe 1b der deutschen Skispringerinnen. Nach nur einer Saison wurde er vom Deutschen Skiverband zum Bundestrainer der Skispringer-Damen ernannt. Er trat dabei zur Saison 2021/22 die Nachfolge von Andreas Bauer an. Kurz vor der Saison 2023/24 trat er überraschend von dieser Position zurück.

## Erfolge

### Weltcupsiege im Team
| Nr. | Datum          | Ort       | Typ         |
| --- | -------------- | --------- | ----------- |
| 1.  | 8. Januar 2005 | Willingen | Großschanze |

### Grand-Prix-Siege im Einzel
| Nr. | Datum           | Ort       | Typ         |
| --- | --------------- | --------- | ----------- |
| 1.  | 31. August 2003 | Innsbruck | Großschanze |

### Continental-Cup-Siege im Einzel
| Nr. | Datum             | Ort              | Typ           |
| --- | ----------------- | ---------------- | ------------- |
| 1.  | 14. März 2002     | Vikersund        | Normalschanze |
| 2.  | 27. Dezember 2009 | Engelberg        | Großschanze   |
| 3.  | 22. Januar 2011   | Titisee-Neustadt | Großschanze   |
| 4.  | 23. Januar 2011   | Titisee-Neustadt | Großschanze   |
| 5.  | 6. März 2011      | Kuopio           | Großschanze   |
| 6.  | 8. März 2013      | Vikersund        | Großschanze   |

## Statistik

### Weltcup-Platzierungen
| Saison  | Platz | Punkte |
| ------- | ----- | ------ |
| 2002/03 | 46.   | 054    |
| 2003/04 | 27.   | 209    |
| 2004/05 | 46.   | 062    |
| 2008/09 | 75.   | 008    |
| 2009/10 | 74.   | 008    |
| 2010/11 | 58.   | 008    |
| 2011/12 | 27.   | 180    |
| 2012/13 | 43.   | 066    |

### Grand-Prix-Platzierungen
| Saison | Platz | Punkte |
| ------ | ----- | ------ |
| 2003   | 06.   | 124    |
| 2010   | 30.   | 066    |
| 2011   | 38.   | 057    |
| 2012   | 53.   | 025    |
| 2013   | 37.   | 066    |